# Chong Yong-de
Chong Yong-De est un footballeur sud-coréen né le 4 février 1978.